# Округ Канејдијан (Оклахома)
Округ Канејдијан (енгл. Canadian County) је округ у америчкој савезној држави Оклахома.

## Демографија
По попису из 2010. године број становника је 115.541, што је 27.844 (31,8%) становника више него 2000. године.
| Група             | 2000.          | 2010.          |
| Белци             | 74.568 (85,0%) | 92.120 (79,7%) |
| Афроамериканци    | 1.892 (2,2%)   | 2.933 (2,5%)   |
| Азијати           | 2.146 (2,4%)   | 3.483 (3,0%)   |
| Хиспаноамериканци | 3.386 (3,9%)   | 7.794 (6,7%)   |
| Укупно            | 87.697         | 115.541        |